# Гончарова Олександра Миколаївна
Олександра Миколаївна Гончарова (нар. 27 червня або 7 серпня 1811, біля Санкт-Петербурга, Росія — 9 серпня 1891, Бродзяни, Угорщина, нині Словаччина) — в шлюбі баронеса Фогель фон Фрізенгоф, фрейліна, сестра Наталії Пушкіної.

## Біографія

### Дитинство і юність
Середня з дочок Миколи Опанасовича і Наталії Іванівни Гончарових, Олександра, народилася біля Санкт-Петербурга на мизі княгині Барятинської. Як і всі діти Гончарова (всього їх було шестеро — три брати й три сестри), вона отримала хорошу домашню освіту. Дитинство та юність провела в Москві та маєтках Ярополець і Полотняний Завод.
Батько з 1814 року серйозно хворів, сімейними справами займалася мати, жінка владна, з важким характером. Навесні 1831 року руку Олександри просив сусід по маєтку, калузький поміщик Олександр Юрійович Поліванов (в сватання був також залучений і Пушкін, ймовірно, за наполяганням своєї дружини), але мати з невідомих причин не дала згоди на цей шлюб (деякі дослідники вважають, що свою роль зіграла причетність брата Поліванова до справи декабристів).
Після одруження молодшої сестри Наталії (1831) і від'їзду її з чоловіком до Петербурга, Олександру і її сестру Катерину відправили в Полотняний Завод, де вони провели три роки. У селі дівчата були надані самі собі: мати, що жила в Яропольці, лише зрідка приїжджала на Завод і, судячи з родинного листування, стосунки між нею і дочками були натягнутими. Дід, Афанасій Миколайович, який проживав залишки колись мільйонних статків Гончарових, не бажав «витрачати грошей на „панянок“». Єдиними заняттями Олександри і Катерини були верхова їзда (в маєтку були манеж і кінний завод) і читання. Олександра також займалася музикою: вона грала на фортепіано, і брат Іван, який розділяв захоплення сестри, надсилав їй з Петербурга «великі пачки нот».
У листах рідним сестри скаржилися на байдужість сім'ї: час йшов, а з ним йшли і надії влаштувати своє особисте життя. Зі смертю діда (1832), коли на чолі Гончарівського майорату постав їх брат Дмитро, для Олександри та Катерини нічого не змінилося — вони як і раніше жили в селі. Молодша сестра збиралася відвідати їх влітку 1833 року, проте, після других пологів довго хворіла, і поїздка в калузьке село не відбулася . Влітку 1834 року Наталя Миколаївна все ж приїхала до сестер і, як вже було вирішено, забрала їх із собою до Петербурга.

### Петербург

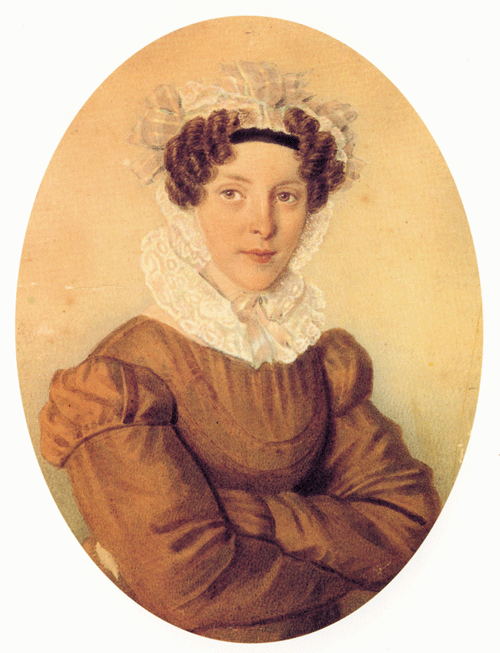
О. М. Гончарова. Кінець 1820-х — початок 1830-х років

Наталія Миколаївна вмовила чоловіка (спочатку він не схвалював ідеї переїзду дівчат в Петербург) прийняти її сестер, та й сам він розумів, в якому нелегкому становищі були вони. Олександра і Катерина оселилися у Пушкіних і стали виїжджати в світ. Зі свого утримання, що виплачував їм брат Дмитро, вони вносили частку за стіл і квартиру.
Спочатку передбачалося, що обидві сестри стануть фрейлінами. Пушкін влітку 1834 року писав дружині на Завод:
|  | …Охота тебе думать о помещении сестёр во дворец. Во-первых вероятно откажут; а во-вторых, коли и возьмут, то подумай, что за скверные толки пойдут по свинскому Петербургу. <…> Мой совет тебе и сёстрам быть подале от двора; в нём толку мало. Вы же не богаты. На тётку (Е. И. Загряжскую) нельзя вам всем навалиться. |

Катерина незабаром після переїзду отримала стараннями тітки К. Загряжської фрейлінський шифр, але, всупереч звичаю, не переїхала до палацу, а продовжувала жити у молодшої сестри . Довгий час вважалося, що Олександра цуралася світського життя і в Петербурзі взяла на себе ведення господарства Пушкіних. За розповідями Вяземської В. Ф., записаних Бартенєвим, «господарством і дітьми повинна була займатися» Олександра. Непряме підтвердження цього коментатори бачать в листі Пушкіна до Нащокіна П. В. від 27 травня 1836 року, який передавав випадок з його сином «Сашком»: «Йому забороняють (не знаю навіщо) просити, чого йому хочеться. Днями каже він своїй тітці: „Азя! [домашнє ім'я Олександри] Дай мені чаю! я просити не буду“». Однак листи сестер Гончарових 1834—1837 років свідчать про те, що вона не була домосідкою і якщо, в силу своєї близькості з молодшою сестрою, і брала більше участі у справах її сім'ї, то не настільки, щоб займати положення господині будинку.
У Петербурзі Олександра Миколаївна познайомилася з братом О. Смирнової Аркадієм Россетом і захопилася ним. У жовтні 1836 року на початку нового петербурзького сезону, С. Карамзіна писала:
|  | …возобновились наши вечера, на которых с первого дня заняли свои привычные места Наталя Пушкина и Дантес, Екатерина Гончарова рядом с Александром, Александрина — с Аркадием. |

Судячи з цього листа, залицяння Россета почалося, ймовірно, раніше 1836 року. З боку Олександри це, мабуть, було серйозним захопленням, проте шлюб не відбувся: Россет був бідний, а в зв'язку з подальшою трагедією (дуель і смерть Пушкіна) і від'їздом Гончарової разом з овдовілою сестрою в село, стосунки перервалися.
Олександра відрізнялася високим зростом, статурою походила на Наталю Миколаївну, але риси обличчя її, на відміну від матової блідості красуні сестри, віддавали деякою жовтизною. Легка косоокість Наталі (поет називав її «моя коса мадонна»), що додає красу її замисленого погляду, у Олександри перетворювалась в косий погляд, аж ніяк не прикрашала. За повідомленням її племінниці О. Арапової,
|  | …люди, видевшие обеих сестёр рядом, находили, что именно это предательское сходство служило в явный ущерб Александре Николаевне. |

М. Раєвський, який побував перед Другою світовою війною в замку Фрізенгофів Бродзяни, бачив портрети Олександри Миколаївни, що зберігалися там, і прийшов до висновку, що «в молодості вона була далеко не така некрасива, як зазвичай думають …».

### О. Гончарова і Пушкін
У пушкіноведенні немає єдиної думки щодо ставлення Олександри Миколаївни до Пушкіна. Досить довго вважалося, що середня з сестер Гончарових була закохана в поета і навіть була з ним у зв'язку. Думка склалася під впливом оповідань сучасників — близького знайомого Дантеса князя О. Трубецького, а також В. Вяземської в переказі Бартенєва. Але ці особи лише передавали слова І. Полетики, якій нібито робила зізнання сама Олександра Миколаївна, що видавці листів сестер Гончарових, І. Ободовська і М. Дементьєв вважають неможливим — Олександра ніколи не була особливо дружна з Полетикою, і, на їхню думку, не могла робити їй подібні «зізнання».
У своїх спогадах О. Арапова повторює чутки про зв'язок. Посилаючись на свідчення няні, передає розповідь про те, що одного разу Олександра втратила ланцюжок з хрестом, який ніколи не знімала: слуги перевернули весь будинок знайшли ланцюжок в ліжку Пушкіна. Ободовська і Дементьєв рішуче відкидають навіть можливість того, що Олександра була коханкою Пушкіна. Дружба між двома сестрами, яка тривала до кінця життя Наталії Миколаївни, те, що не дивлячись на важкі стосунки з другим чоловіком Наталії, Ланським, Олександра жила з новою сім'єю сестри до свого одруження, все говорить проти цього припущення. Повідомлення ж Арапової про те, що Пушкін «не допустив» Олександру Миколаївну попрощатися з ним перед смертю спростовується спогадами К. Данзаса: «Пушкін побажав бачити дружину, дітей і своячку свою Олександру Миколаївну Гончарову, щоб з ними попрощатися».
Відома і версія про закоханість Олександри Гончарової в Дантеса, вона була висунута пушкіністом М. Яшиним, згадується про це і в матеріалах про середню з сестер Гончарових, зібраних А. Ахматовою. Доказ грунтувався на листі Олександри Миколаївни, де вона, як вважали, називала Дантеса «зразковим хлопцем». Після вивчення французького оригіналу була виявлена кома, пропущена при перекладі — ці слова стосувалися до іншої особи. Відомий і лист Олександри Миколаївни до брата Дмитра, написаний буквально напередодні дуелі, де вона характеризує свої відносини з «дядьком і племінником» (так вона називала Л. Геккерна і Дантеса) як дуже холодні.

### Шлюб

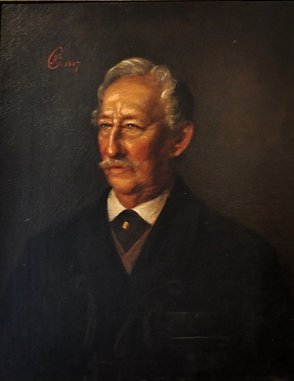
Густав Фогель фон Фрізенгоф

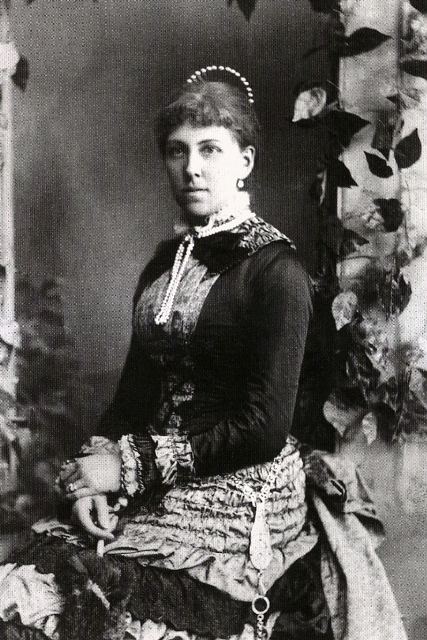
Наталія, дочка

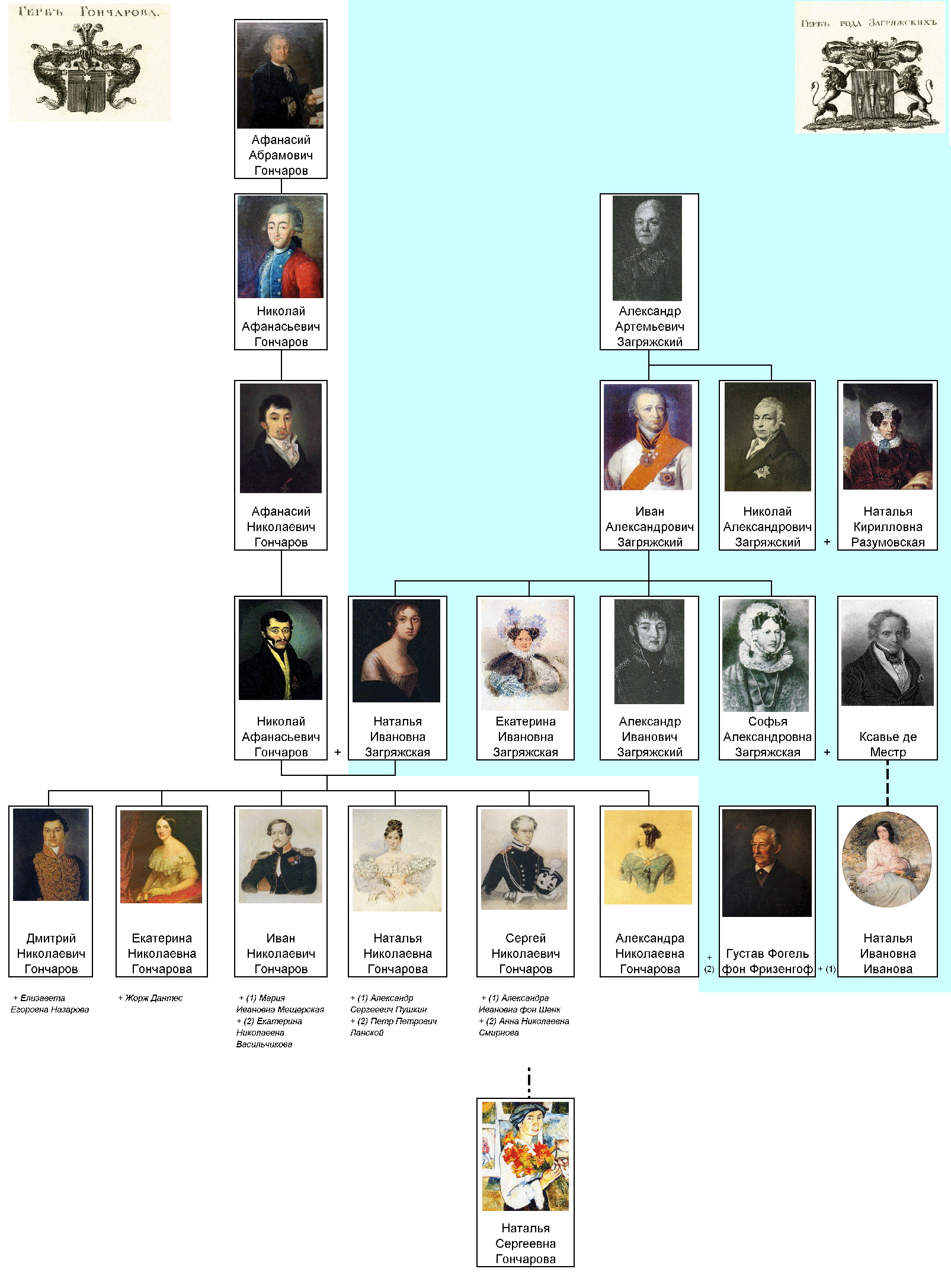
Родинні зв'язки Гончарових і Фрізенгофів

Після загибелі Пушкіна разом з Наталією Миколаївною і її дітьми жила в Полотняному Заводі. Восени 1838 року повернулася з сестрою в Петербург. За протекцією К. І. Загряжської пожалувала у фрейліни імператриці Олександри федорівни в січні 1839 року.
Сестри Гончарові були дружні з подружжям Фрізенгоф. Наталія Іванівна Фрізенгоф (1801—1850) до шлюбк носила прізвище Іванова і була вихованкою їх тітки Софії Іванівни де Местр. За деякими припущеннями, Наталія Іванівна була позашлюбної дочкою Олександра Івановича Загряжського, якщо це дійсно так, то вона і Гончарова були двоюрідними сестрами. Фрізенгофи відвідували сім'ю Пушкіна в Михайловському в 1841 році. Густав Фрізенгоф з 1839 року служив в австрійському посольстві в Петербурзі. У 1841 році був відкликаний в Відень. Фрізенгофи повернулися в Росію в 1850 році. 12 жовтня того ж року 49-річна Наталія Іванівна померла від апоплексичного удару і була похована в Олександро-Невській Лаврі, в останні дні за нею доглядала Олександра Миколаївна. Ймовірно, в кінці зими 1851 року Фрізенгоф зробив пропозицію Олександрі Миколаївні.
Весілля відбулося 18/6 квітня 1852 року. Шлюб виявився щасливим. Фрізенгофи жили у Відні і в маєтку Бродзяни. По всій видимості, на батьківщину Олександра Миколаївна більш не приїжджала, але підтримувала стосунки з родичами і друзями з Росії. До подружжя приїжджали родичі Олександри Миколаївни, в тому числі і її сестра — Наталія Миколаївна. Олександра Миколаївна похована в Бродзянах.
Спогадів Олександра Миколаївна не залишила. Перед смертю вона знищила більшу частину особистих паперів, а пізніше дочка на її прохання спалила те що залишалося. Єдина розповідь про петербурзькі події, що виходить від Олександри Миколаївни, відома за листом Густава Фрізенгофа, написанна, ймовірно, по її дорученню в 1887 році (в той час вона була вже паралізована). Лист адресовано її племінниці О. Араповій, що збирала матеріал для своєї книги про матір, і містить розповідь про події, що передували останній дуелі і смерті Пушкіна.

## Діти
Дочка — Наталія Густавівна (27.03.1854 — 1937), народилася у Відні, хрещениця графині Є. М. Фролової-Багрєєвої; одружена (морганатичний шлюб) з герцогом Антуаном-Готьє-Фредеріком-Елімаром Ольденбурзьким (1844—1896).